# Санчес де Лосада, Гонсало
Гонсало Санчес де Лосада и Санчес Бустаманте (исп. Gonzalo Sánchez de Lozada y Sánchez Bustamante; род. 1 июля 1930, Ла-Пас) — боливийский предприниматель, политический и государственный деятель, дважды президент страны в 1993—1997 и 2002—2003 годах. В течение длительного времени член и лидер партии Националистическое революционное движение. Сторонник применения методов шоковой терапии в экономике.
В 1986—1988 министр планирования.
В 1989 кандидат в президенты от Националистического революционного движения, получил 25,65 % голосов, больше, чем другие кандидаты, но Конгресс избрал президентом Хайме Паса Самору, занявшего 3-е место при общенародном голосовании.
В 1993 году Санчес де Лосада одержал победу на президентских выборах с результатом 35,55 % голосов и был избран Конгрессом новым президентом.